# 융허구

융허 구의 위치

융허구(한국어: 영화구, 중국어: 永和區, 병음: Yǒnghé Qū)는 중화민국 신베이시의 구이다. 넓이는 5.7138km2이고, 인구는 2015년 8월 기준으로 225,972명이다. 타이베이시 중심으로 향하는 통근 인구가 많이 살고 있어 타이완에서 가장 인구밀도의 높은 지역(1km2당 약 4만 명)으로서 알려져 있다.

## 지리
융허구는 타이베이시의 서남쪽에 위치한다. 북쪽에는 신뎬시(新店溪)를 사이에 두고 타이베이 시 완화 구, 중정 구, 원산 구와 접하고, 남쪽은 중허 구와 인접한다.
강을 사이에 두고 타이베이시와는 중정 교, 푸허 교, 융푸 교의 3개의 다리와 타이베이 첩운 중허 선에 의해 연결되어 있다.

## 역사
청의 강희 연간(1662년 ~ 1722년)에 장주에서 대량의 이민자가 대만으로 유입했고 대가랍(大佳臘, 타이베이 시의 옛 이름)은 천주인의 활동 거점이 되었다. 1709년(강희 48년), 복건의 진뢰장이 신점계를 건너 계남 지구의 개발에 착수한 결과 1721년(강희 60년)에는 융허 지역이 문헌에 판교 13장이라는 명칭으로 등장하고 있다.
1920년, 다이호쿠 주 가이잔 군 주와 장에 속하게 되었다.
1949년에 융허 지역은 중허 향(현재의 중허 시)에 속하고 있었지만, 1958년에 융허 진으로서 독립했고 인구가 증가함에 따라 1979년에는 시로 승격해 현재에 이르고 있다.